# حديقة تشميجيو

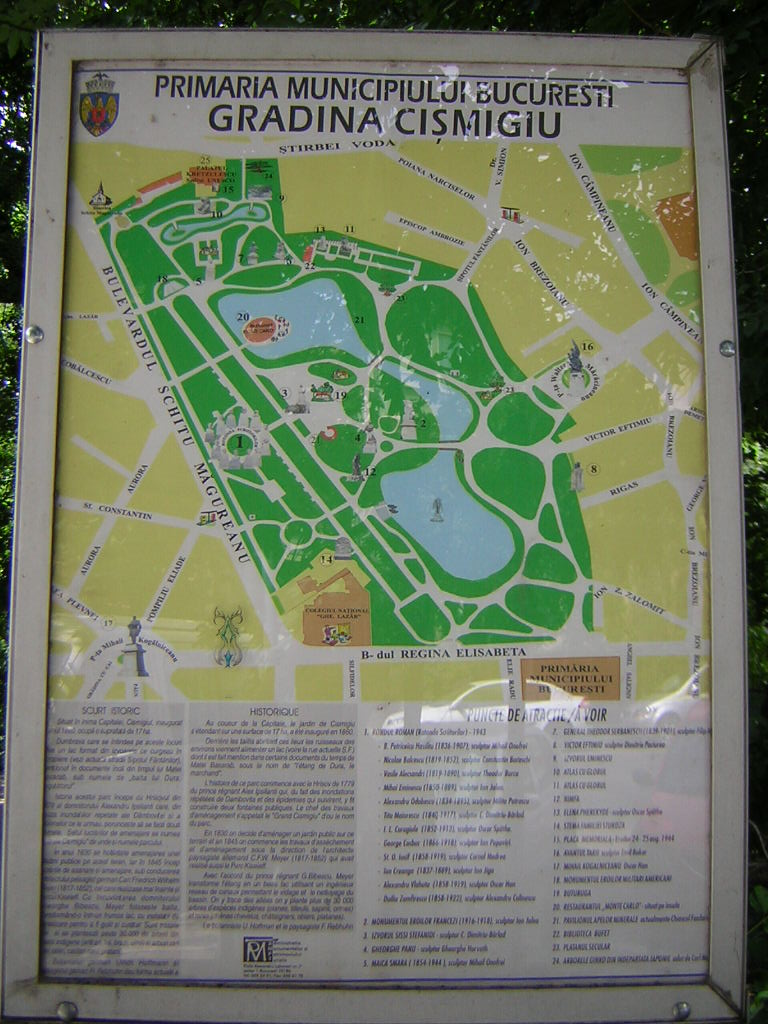

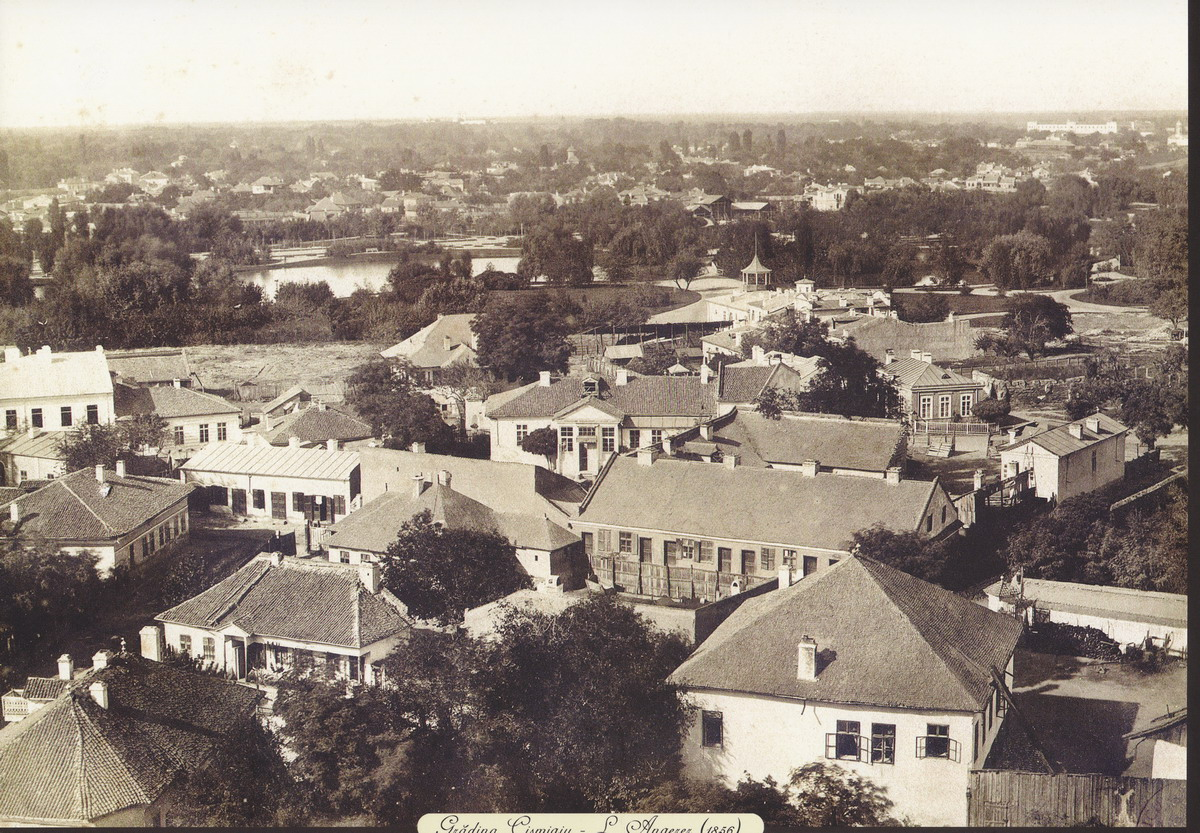
صورة عام 1856

حديقة تشميجيو (بالرومانية: Parcul Cișmigiu) تُعد أقدم حديقة عامة في بوخارست، رومانيا. تقع في مركز وسط المدينة، وتبلغ مساحتها 17 هكتارًا ومُحاطها بجادة الملكة إليزابيث وجادة سكيتسو ماغوريانو. وتصميم الحديقة مُشابهة لتصميم الحدائق الإنكليزية وتوجد لها خمسة بوابات. وتم تصنيفها في قائمة المعالم التذكارية في بوخارست.

## معرض الصور

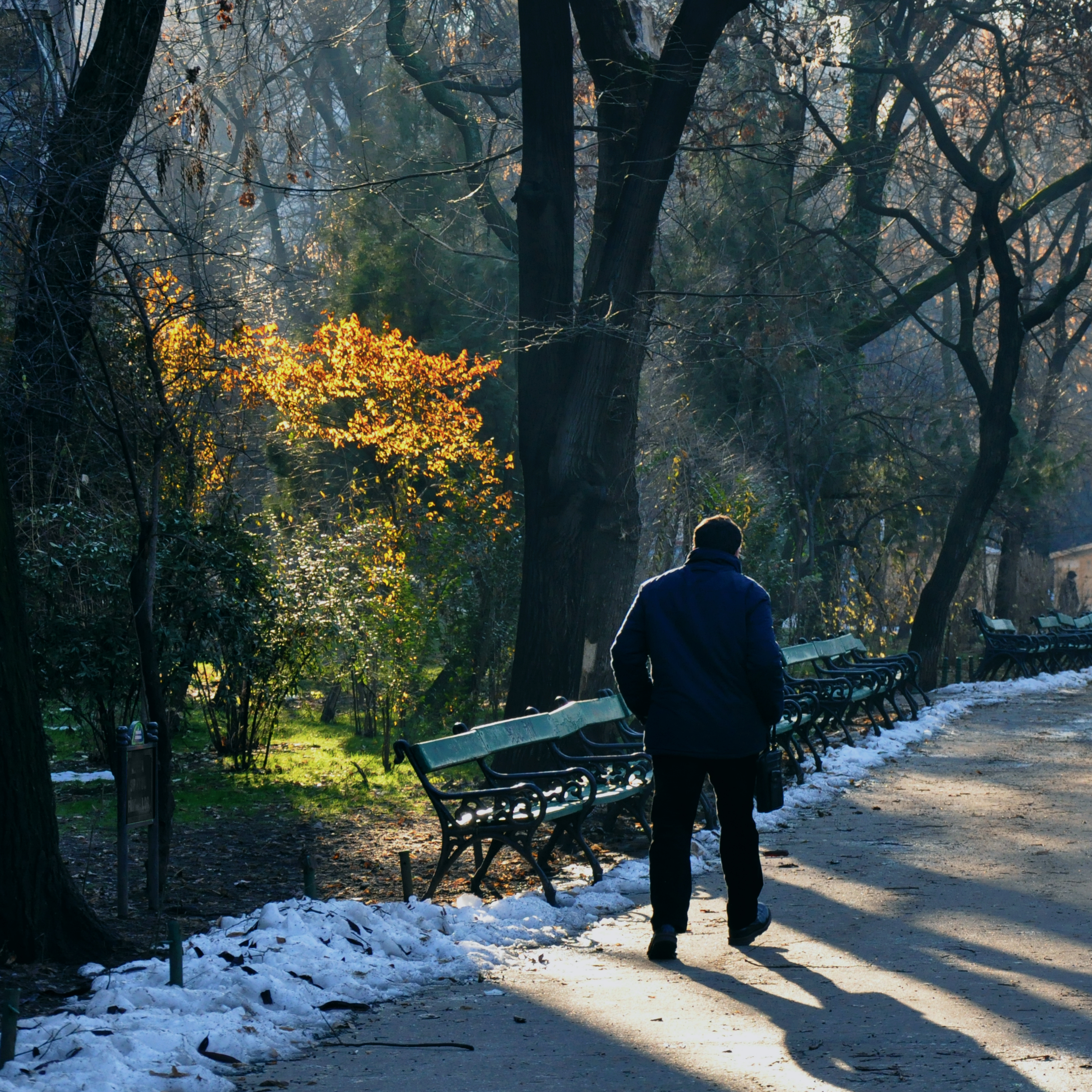
في شتاء عام 2009
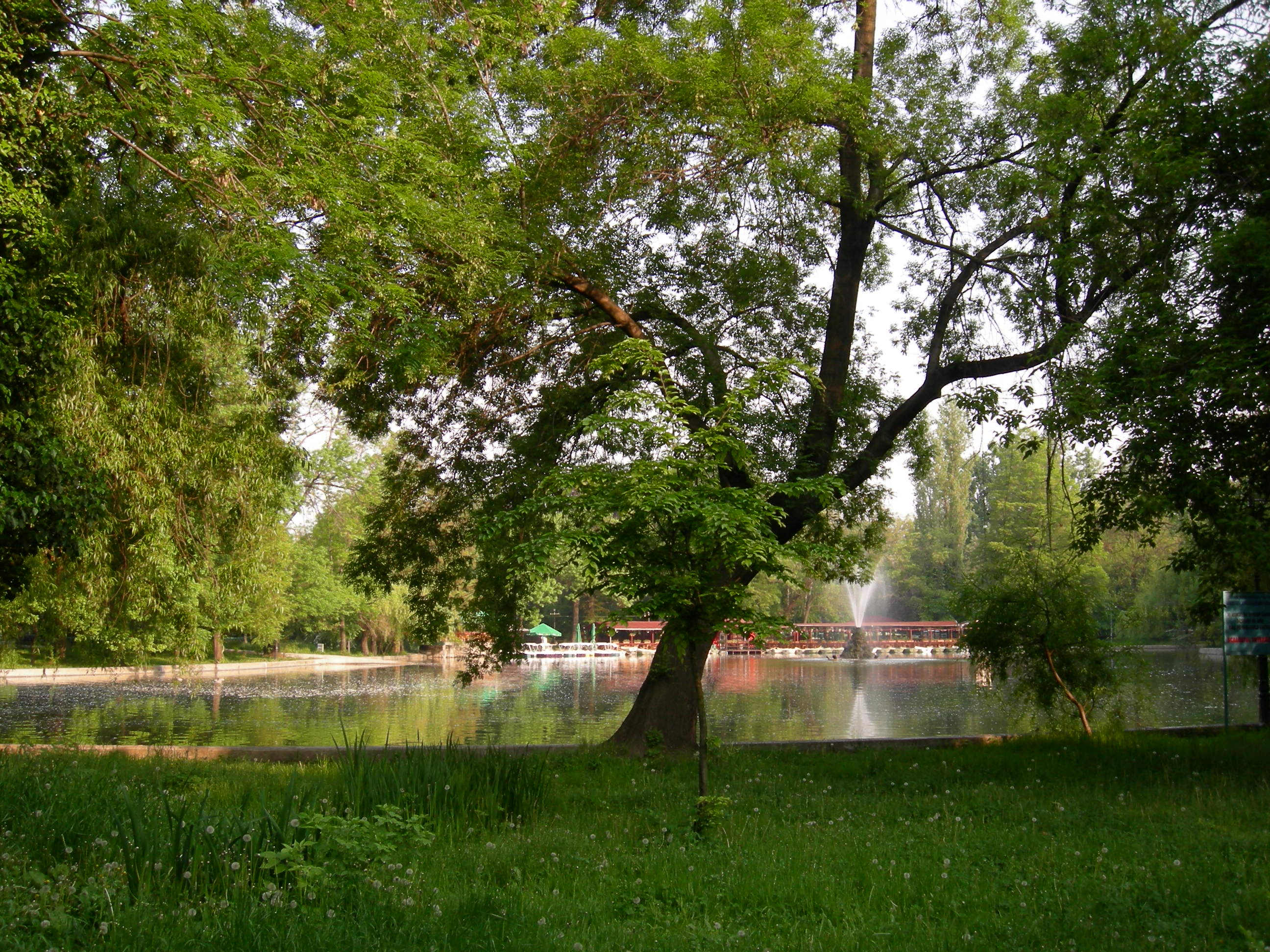
نوافير المياه في البُحيرة
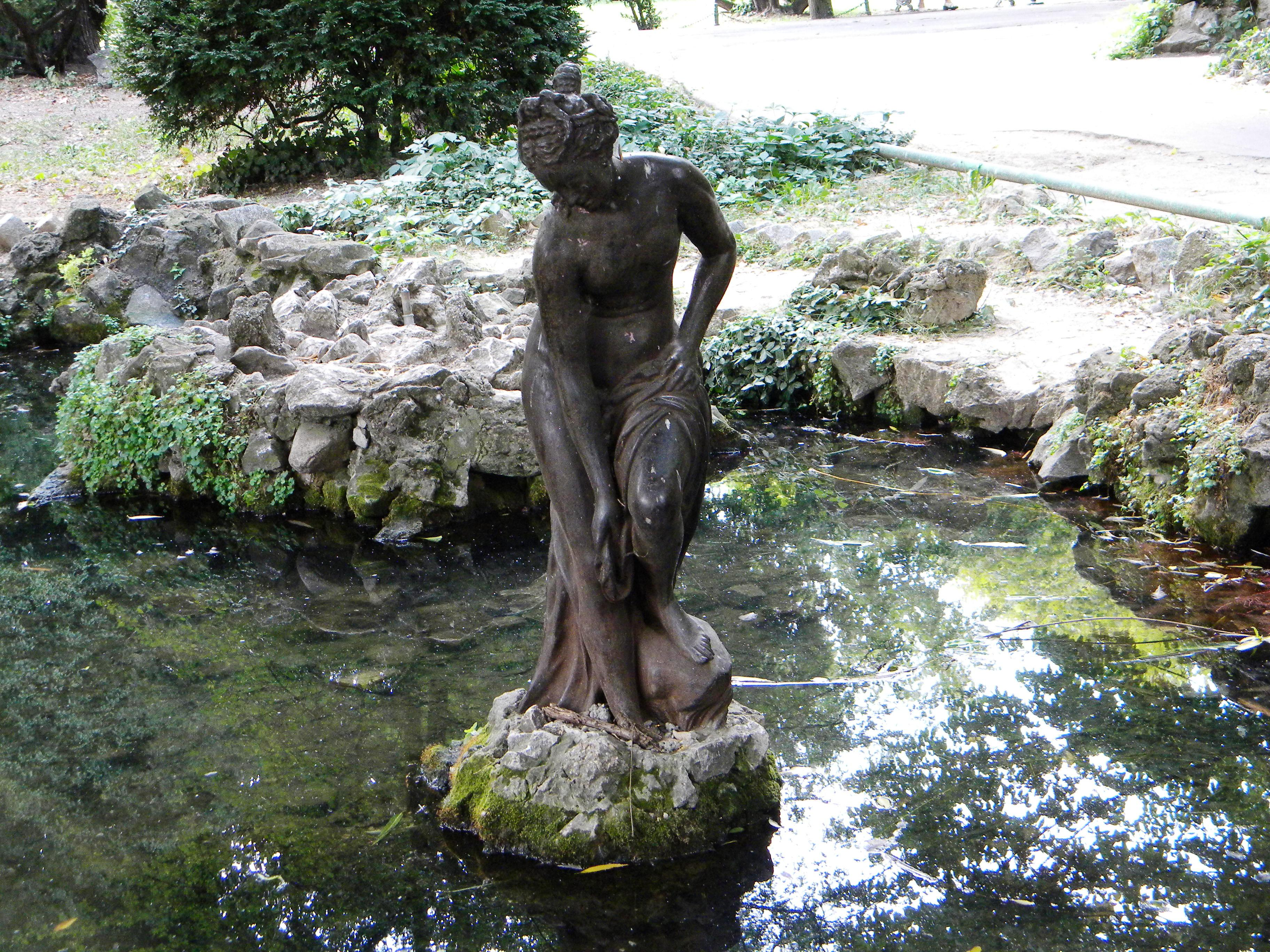
تمثال
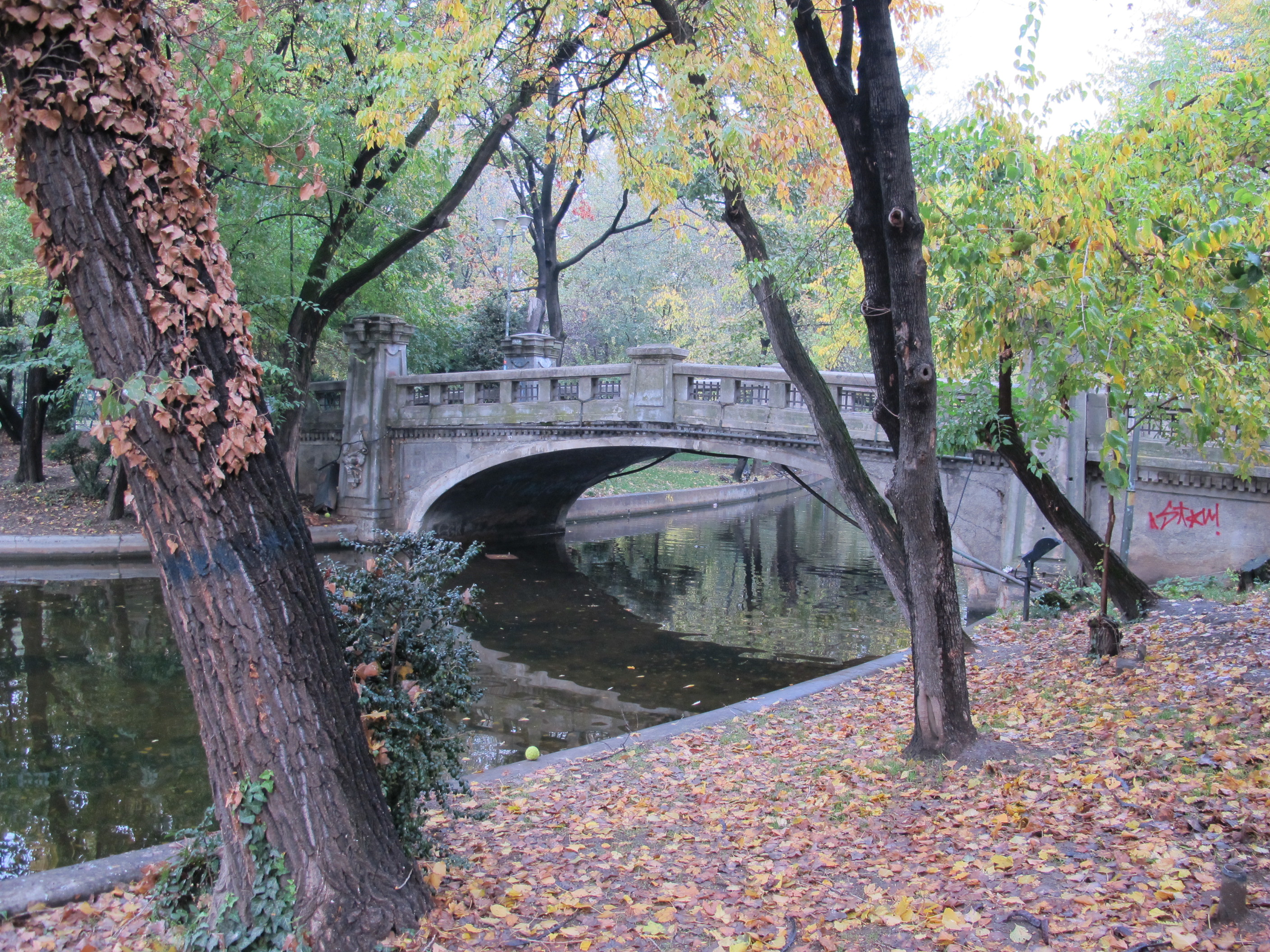
جسر
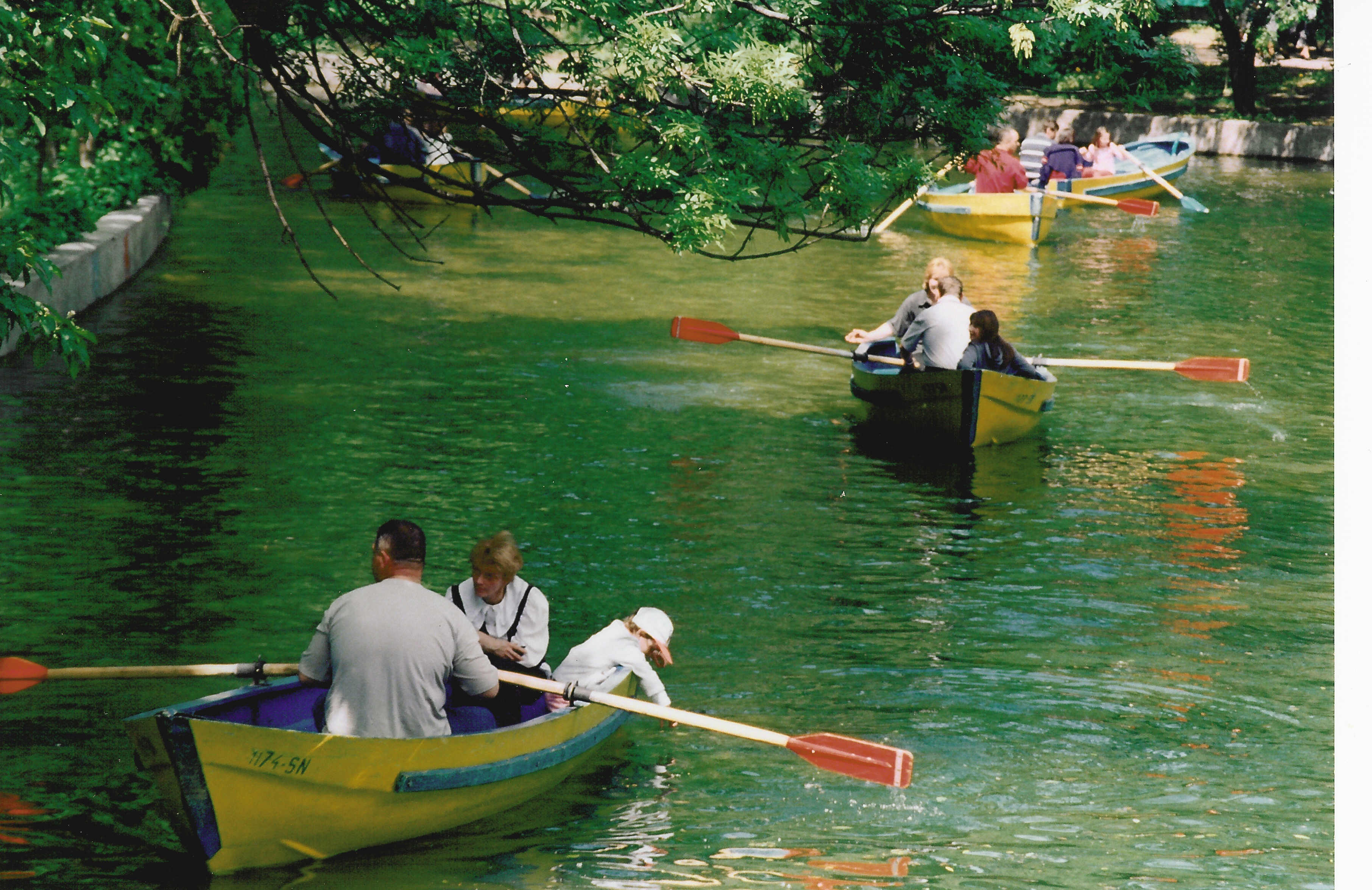
قوارب في البُحيرة التي تقع داخل الحديقة
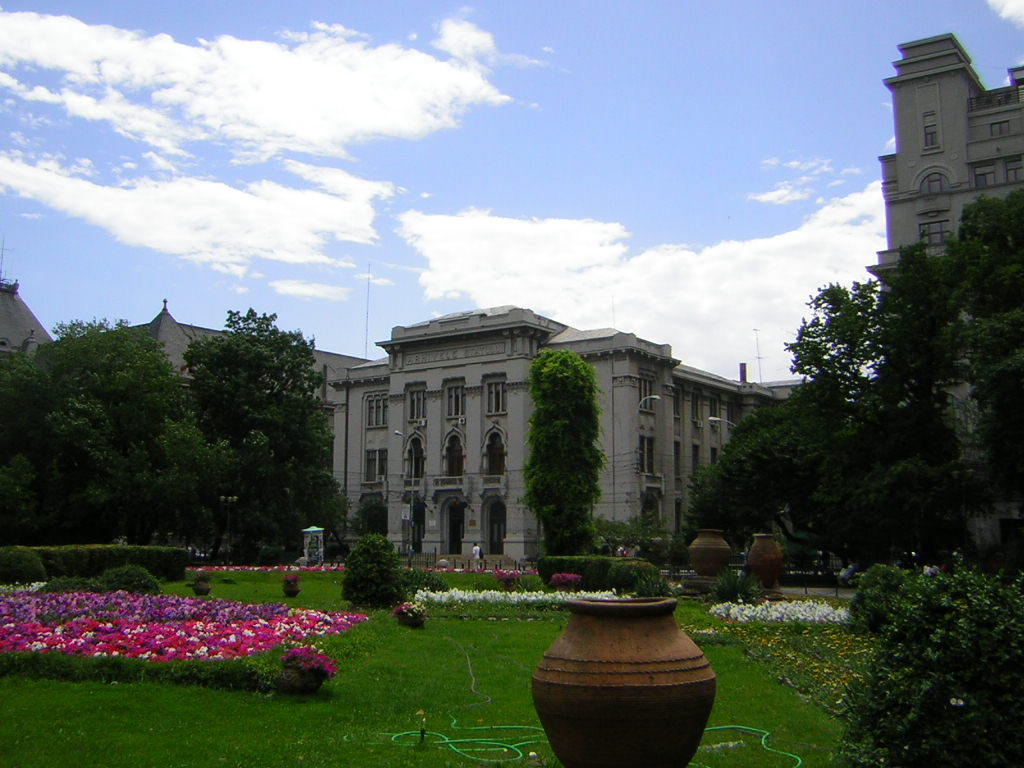
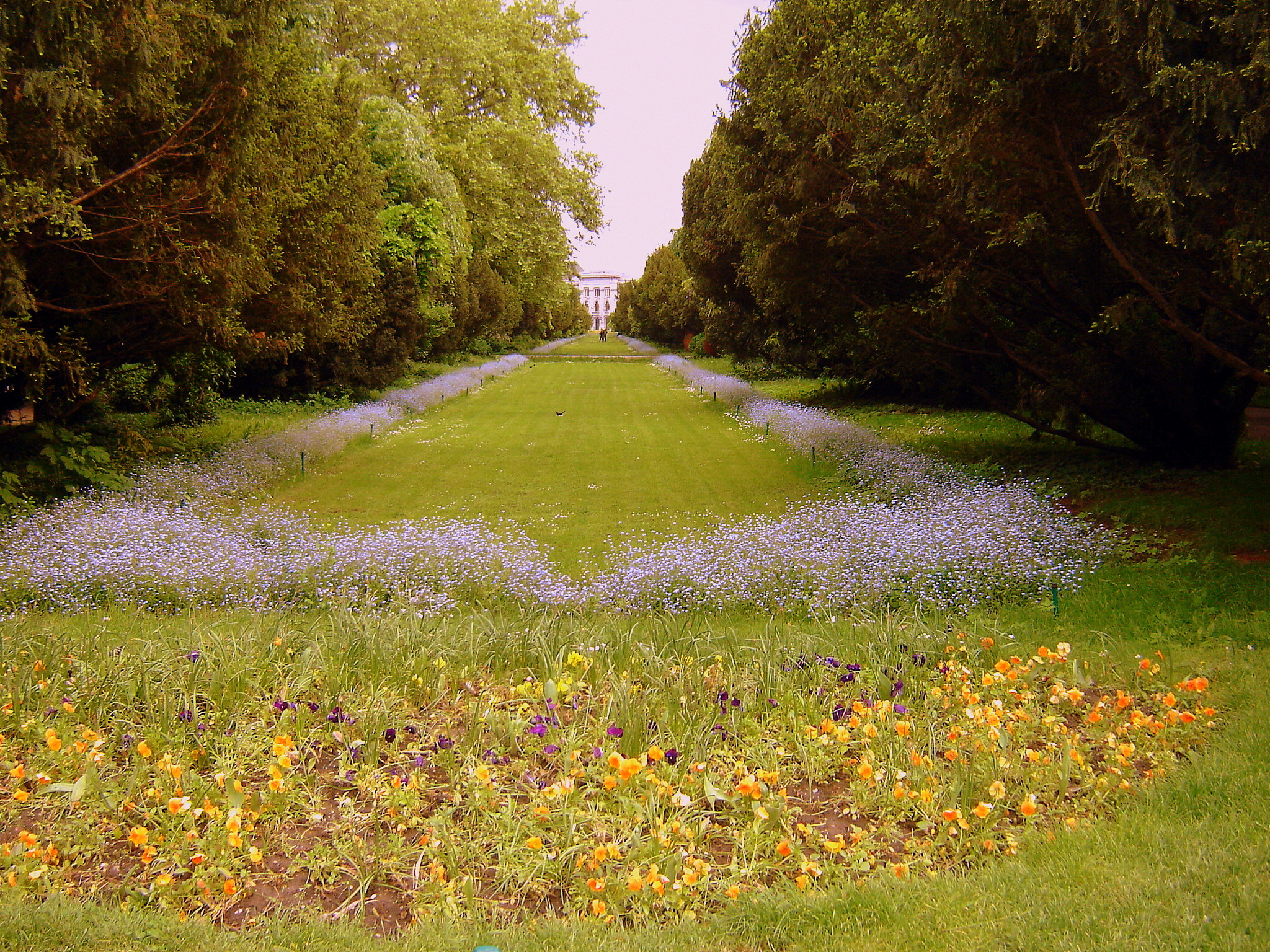
سجادة ورود
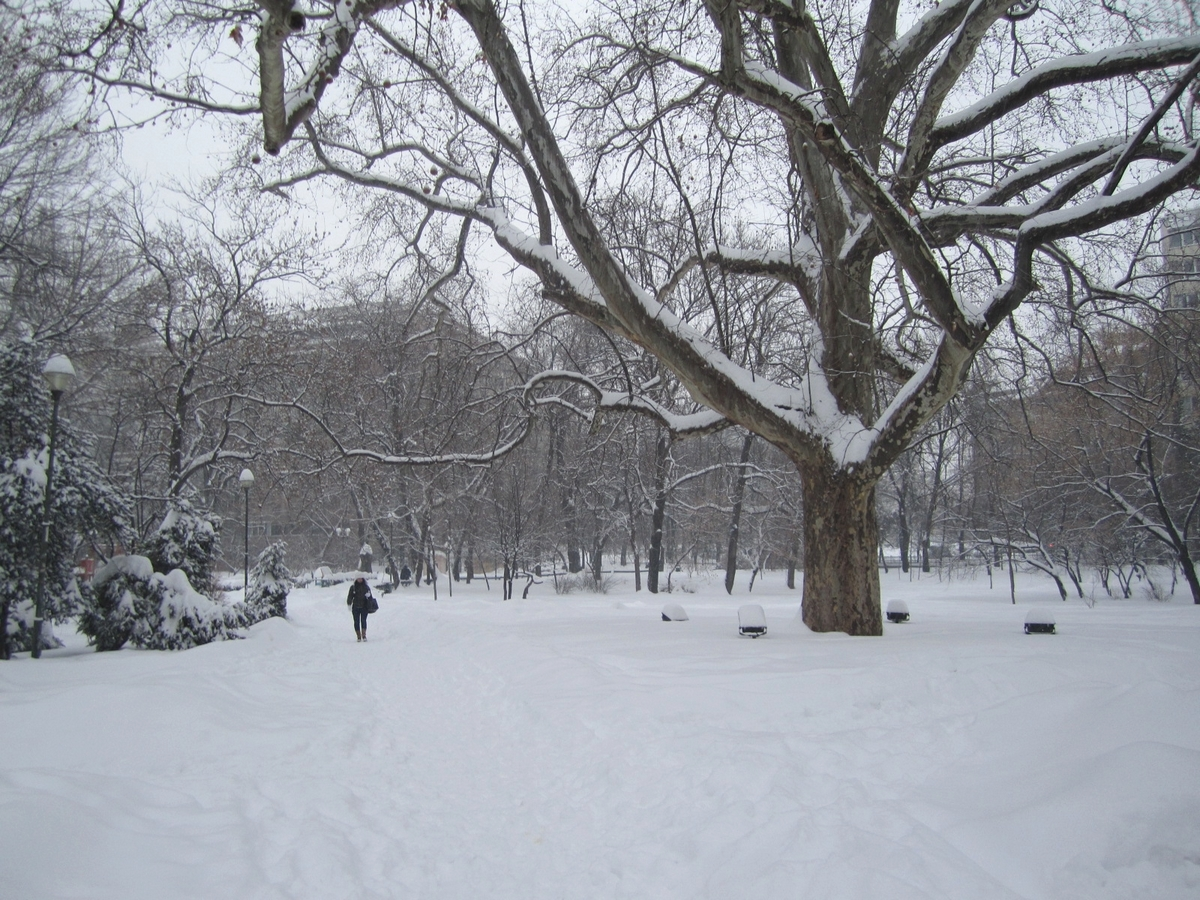
فصل الشتاء

### باللغة الرومانية
- Constantin C. Giurescu, Istoria Bucureștilor. Din cele mai vechi timpuri pînă în zilele noastre, Editura Pentru Literatură, Bucharest, 1966. 1279610

‌